# الجمعية البريطانية للخيال العلمي
الجمعية البريطانية للخيال العلمي تأسست عام 1958 وأشرف على تأسيسها مجموعة من المهتمين بالخيال العلمي في بريطانيا من كتاب وناشرين ومكتبات وذلك بهدف تشجيع الكتابة في الخيال العلمي بمختلف أشكالها. وهي جمعية عامة يمكن الانضمام إليها من خلال رسوم اشتراك تبلغ 26 جنيه إسترليني لسكان المملكة المتحدة و18 جنيه إسترليني للأشخاص الذين ليس لديهم أي مورد للدخل. وكان أول رئيس للجمعية برايان ألديس, وستيفن باكستر هو نائب الرئيس. وهنالك ثلاثة مجلات متخصصة تصدر عن الجمعية وهي:
•	(Vetor) وهي مجلة لمراجعة الأعمال الأدبية في الخيال العلمي ونقدها وتقييمها ويصدر منها ستة أعداد سنوياً.
•	(Matrix) وتتناول أخبار الجمعية وفعالياتها المختلفة وتصدر كذلك في ستة أعداد سنوياً.
•	(Focus) وهي مجلة للكتاب الأعضاء في الجمعية وتصدر في عددين سنوياً.
وتمنح الجمعية البريطانية للخيال العلمي جائزة سنوية تعتمد على تصويت من قبل الأعضاء في الجمعية وأعضاء المؤتمر الوطني البريطاني للخيال العلمي. وهنالك أعضاء من الجمعية البريطانية للخيال العلمي في لجنة التقييم التابعة لجائزة آرثر سي كلارك للخيال العلمي.

## تاريخ الجمعية
كانت الجمعية نتيجة محاولات عديدة سبقت لتأسيس جمعية من هذا النوع في العام 1937 و1942 و1948 والتي لم تنجح لأسباب متنوعة حتى أتى العام 1951 وفي شهر أيلول حيث تم إعلان تأسيس الجمعية في بريطانيا تحت اسمها الحالي.

## وصلات خارجية
- الموقع الرسمي للجمعية